# Leontodon salzmannii
Leontodon salzmannii é uma espécie de planta com flor pertencente à família Asteraceae. 
A autoridade científica da espécie é (Sch.Bip.) Ball, tendo sido publicada em J. Linn. Soc., Bot. 16: 545. 1878.

## Portugal
Trata-se de uma espécie presente no território português, nomeadamente em Portugal Continental.
Em termos de naturalidade é nativa da região atrás indicada.

## Protecção
Não se encontra protegida por legislação portuguesa ou da Comunidade Europeia.